# Ahmad bin Abdullah Al Mualla
Le cheikh Ahmad bin Abdullah Al Mualla fut le dirigeant d'Umm Al Quwain de 1873 à 1904.  
Son règne s'inscrit dans une période tumultueuse de l'histoire de la côte des États de la Trêve, marquée par des conflits fréquents avec les émirats voisins et des alliances qui changeaient constamment. Ces affrontements entraînèrent à deux reprises des accusations de violation des termes de la Trêve maritime perpétuelle de 1853 conclue avec les Britanniques. Malgré cela, il signa l'Accord exclusif de 1892, qui scella le statut de protectorat des États de la Trêve avec la Grande-Bretagne.  
Ce traité renforça les liens entre les cheikhs des États de la Trêve et l'Empire britannique, marquant une étape importante dans l'histoire de la région.

## Accession
Ahmad bin Abdullah succéda à son frère aîné, Ali. Pendant son règne, une période où les communautés côtières du Golfe Persique étaient presque constamment en conflit, il fut immédiatement impliqué dans une dispute avec Sharjah à propos de l'île d'Abu Moussa. Une force d'Umm Al Quwain tenta de piller l'île et de s'emparer des chevaux du dirigeant de Sharjah, mais fut devancée par des bateaux de Sharjah arrivés en premier.  
Ce conflit s'étendit rapidement aux émirats voisins : Ajman prit parti pour Sharjah, tandis que Al Hamriyah (en) soutenait Umm Al Quwain. L'année suivante, Abu Dhabi intervint contre Sharjah, infligeant une défaite sévère aux forces de Sharjah dirigées par le cheikh Salim bin Sultan Al Qasimi (en), avec la mort de 50 hommes. À ce stade, Ras Al Khaimah rejoignit Sharjah, et Dubaï s'allia avec Umm Al Quwain, déclenchant un état de guerre généralisé sur la côte, malgré les efforts du représentant britannique pour négocier la paix.  
En 1875, le conflit atteignit son paroxysme lorsqu'une force de Dubaï attaqua Ras Al Khaimah, causant la mort de sept hommes. Finalement, le chef de Hamriyah réussit à négocier une trêve entre Ahmad bin Abdullah d'Umm Al Quwain et Salim bin Sultan de Sharjah en février 1875. Cependant, Dubaï et Sharjah restèrent en guerre jusqu'en septembre de la même année.

## Violation de la trêve maritime
Ahmad bin Abdullah a contracté deux mariages dynastiques, le premier avec la fille du souverain d'Ajman, Sheikh Abdulaziz, qui donna naissance à un fils en 1876, et le second avec la sœur du souverain de Ras Al Khaimah, Sheikh Humaid bin Abdullah Al Qasimi (en). Cependant, ce second mariage se termina par un divorce en 1882.
En 1879, Ahmad bin Abdullah s'allia à Ajman et Ras Al Khaimah contre Abu Dhabi et Sharjah. Bien qu'un conflit ouvert ait été évité, le divorce d’Ahmad et la sœur de Sheikh Humaid bin Abdulla fut acrimonieux et provoqua des litiges concernant des propriétés. Cela poussa Ahmad à envoyer sept bateaux attaquer la dépendance de Ras Al Khaimah, Rams, une action qui constitua une violation de la Trêve Maritime Perpétuelle de 1853. Ahmad fut réprimandé par l'agent résident britannique et contraint de payer une amende. Malgré cela, les hostilités terrestres continuèrent, opposant Umm Al Quwain et Ajman à Ras Al Khaimah et Sharjah. En janvier 1883, la paix fut finalement négociée par Abu Dhabi.
En mai 1885, Ahmad bin Abdullah eut un désaccord avec son fils, conduisant ce dernier à se réfugier à Ajman. Lorsque le souverain d'Ajman, Sheikh Rashid bin Humaid Al Nuaimi, refusa de le livrer, Ahmad bin Abdullah, avec le soutien de Sharjah, envoya une force contre Ajman, qui débarqua à Al Heera (en). Cependant, cette action constitua une nouvelle violation de la Trêve Maritime Perpétuelle de 1853. Ahmad fut confronté à un représentant de l'agent résident britannique à bord du HMS Reindeer (en).
Les pillages entre les villes côtières continuèrent malgré tout. Hamriyah attaqua Umm Al Quwain, mais Ahmad bin Abdullah répliqua en saccageant Hamriyah. Le chef de cette dernière ne survécut que grâce à son retranchement dans son fort. Ces conflits entraînèrent la formation d’une alliance du nord, regroupant Sharjah, Ajman, Umm Al Quwain et Ras Al Khaimah, souvent opposée à leurs voisins du sud, Dubaï et Abu Dhabi.
En 1879, Ahmad bin Abdullah avait signé l'« Accord mutuel sur les débiteurs fugitifs » avec les Britanniques, destiné à limiter le problème des débiteurs cherchant à échapper à leurs obligations en fuyant d’un émirat à un autre.

## Accord exclusif de 1892
Bien que les intérêts allemands et turcs aient cherché à établir des liens avec la côte de la Trêve, ce sont les intrigues de deux figures françaises, Tramier et Chapay, qui semblent avoir conduit les Britanniques à faire signer l'« Accord exclusif » de 1892 aux cheikhs de la Trêve. Ces deux hommes avaient trouvé un allié en la personne d'Ahmad bin Abdullah, dirigeant d'Umm Al Quwain. Ils lui fournirent des drapeaux français pour équiper les navires de l'émirat, leur permettant ainsi de naviguer indépendamment des intérêts et des règles britanniques.  
Lorsque le Résident politique britannique apprit que les Français avaient obtenu un site à Umm Al Quwain, le gouvernement britannique de Bombay autorisa la conclusion d’un « Accord exclusif ». Ce traité imposait aux cheikhs de ne pas entrer en accord ou en correspondance avec une puissance autre que le gouvernement britannique. De plus, il leur interdisait d’accorder résidence à des agents étrangers ou de céder, vendre ou hypothéquer une quelconque partie de leur territoire à d’autres gouvernements que les Britanniques,.  
Cet accord marqua une étape clé dans l’établissement de la suprématie britannique dans la région du golfe Persique à la fin du XIXe siècle.

## Mort
Le cheikh Ahmad bin Abdulla souffrait de paralysie et était trop faible pour se rendre à Charjah pour le Durbar vicéral de Curzon, tenu au large de Charjah en novembre 1903. Il est décédé en juin 1904 et a été remplacé par son fils, Rashid.